# Wilhelm Bennet (1757–1824)
Wilhelm Bennet, född 19 februari 1757 på Bälteberga, Ottarps socken, död 5 oktober 1824 i Stockholm, var en svensk friherre, militär och ämbetsman.

## Biografi
Wilhelm Bennet var son till landshövding Fredrik Bennet och Hedvig Lovisa Sack. Han studerade vid Lunds universitet och blev 1774 extra ordinarie kanslist i justitierevisionen. År 1775 blev Bennet volontär vid Livgardet, sergeant, bataljonsadjutant och fänrik samma år, löjtnant 1780, premiäradjutant 1783, kapten och regementskvartermästare 1786 samt major 1792. Wilhelm Bennet deltog i Gustav III:s ryska krig, där han var med vid Värälä, Liikala och Högfors. Bennet blev 1795 överste i armén, 1796 generaladjutant, senare samma år överstelöjtnant och sekundchef vid livgardet till fot, och var chef för Jönköpings regemente 1797–1810. År 1810 erhöll han avsked ur militärtjänsten med generalmajors titel. År 1809 blev han banérförare vid Kunglig majestäts orden, 1816 sekreterare vid Kunglig majestäts orden och generallöjtnant samt 1819 president i kammarrätten. Han erhöll avsked från sekreterarämbetet vid de kungliga ordnarna 1821. Bennet blev riddare av Svärdsorden 1795,  och erhöll Nordstjärneorden 1809. År 1811 blev han riddare av Carl XIII:s orden och 1822 riddare och kommendör av Kunglig majestäts orden. Bennet ägde Bärby i Gamla Uppsala socken och Nyby i Bälinge socken i Uppland.

## Utmärkelser
- Riddare av Svärdsorden, 28 april 1795.
- Kommendör av Nordstjärneorden, 3 juli 1809
- Riddare av Carl XIII:s orden, 27 maj 1811
- Riddare och kommendör av Kungl. Maj:ts orden (riddare av Kungliga Serafimerorden) 29 april 1822